# Marco Dekker
Marco Dekker (5 november 1991) is een Nederlands boccia-speler die deelnam aan de Paralympische Spelen 2024. Hij komt uit in de BC-2 klasse

## Levensloop
Dekker is geboren met een cerebrale parese, een houding- en bewegingsstoornis die veroorzaakt wordt door een hersenbeschadiging. Hierdoor werkt zijn linkerhand niet optimaal en heeft hij moeite met spreken.
In 2017 nam Dekker deel aan de Open dag van de Johan Cruyff Foundation. Hierbij ontmoette Dekker een scout van de boccia sport en werd hij uitgenodigd om mee te komen trainen met boccia TeamNL. Hierna groeit Dekker door naar verschillende wedstrijden.
Het eerste toernooi dat Dekker speelde was het Europees kampioenschap boccia 2021. Het lukte hem niet om niet door te dringen tot de halve finales, maar met de gemengde landenwedstrijd behaalde hij een zilveren plak.
Tijdens het wereldkampioenschap boccia 2022 won Dekker een individuele wedstrijd en werd derde in de groepsfase. Dit werd een uiteindelijke zeventiende plaats. In de gemengde landenwedstrijd BC1-2 werd de ploeg achtste.
Voor de eerste keer in de geschiedenis werd er een Europese kampioenschappen parasporten georganiseerd, verschillende paralympische sporten die op Europees niveau worden gehouden tijdens een Multi sportevenement. De eerste editie Europese kampioenschappen parasporten 2023 werd gehouden in Rotterdam. Hierin wist Dekker de kwartfinale te halen als individueel en met de gemengde landenwedstrijd Europees kampioen te worden, dit gebeurde samen met Daniël Perez en Chantal van Engelen, waardoor er directe kwalificatie voor de Paralympische spelen 2024 in Parijs is afgedwongen.
Door vorig jaar het Europees kampioenschap in eigen huis te winnen plaatste Dekker zich voor de eerste keer voor de Paralympische spelen 2024. Hierin gekwalificeerde de ploeg BC1-2 zich ook voor de gemengde landenwedstrijd. In de groepsfase speelde Dekker tegen drie verschillende tegenstanders. De eerste twee wedstrijden werden verloren, de laatste wedstrijd gewonnen, wat een derde plek in de groepsfase betekende en niet genoeg was voor de kwartfinales of een eventuele play-off ronde. Hierdoor was er alleen nog zich op een medaille in de landenwedstrijd, die samen gespeeld werd met Daniël Perez en Chantal van Engelen. In de groepswedstrijden werden twee wedstrijden gespeeld, waarvan de beste twee landenploegen doorgaan naar de kwartfinales. De eerste wedstrijd was tegen het gastland Frankrijk. Deze wedstrijd werd met 8-2 verloren. Nederland moest de volgende wedstrijd tegen Indonesië winnen om nog kans te maken op de kwartfinales, maar de Nederlandse ploeg verloor met 9-3, waardoor een elfde plaats behaald werd van de twaalf deelnemers. Dekker keerde naar huis zonder Paralympische medaille.

## Resultaten

### Paralympische Spelen
| Jaar | Plaats | BC-2 | Gemengd BC1-2 |
| ---- | ------ | ---- | ------------- |
| 2024 | Parijs | 13   | 11            |

### Wereldkampioenschap
| Jaar | Plaats         | BC-2 | Gemengd BC1-2 |
| ---- | -------------- | ---- | ------------- |
| 2022 | Rio de Janeiro | 17   | 8             |

### Europees kampioenschap
| Jaar | Plaats    | BC-2 | Gemengd BC1-2 |
| ---- | --------- | ---- | ------------- |
| 2021 | Sevilla   | 5    | Zilver        |
| 2023 | Rotterdam | 5    | Goud          |